# Carlo Boscarato
 (décembre 2018).
Si vous disposez d'ouvrages ou d'articles de référence ou si vous connaissez des sites web de qualité traitant du thème abordé ici, merci de compléter l'article en donnant les références utiles à sa vérifiabilité et en les liant à la section « Notes et références ».
Carlo Boscarato (né le 9 mai 1926 à Trévise et mort le 12 juin 1987 dans la même ville) est un dessinateur italien de bande dessinée.

## Biographie
Carlo Boscarato fait ses débuts en 1948 avec un épisode de Jim Brady pour l'éditeur AVE. Il entame alors une longue collaboration avec le magazine Il Vittorioso qui ne s'achèvera qu'en 1967. 
Entre 1953 et 1959, il réalise quelques bandes ainsi que des caricatures pour Lo Scolaro.
Entre 1967 et 1968, il fait une courte incursion au studio Roy D'ami où il dessinera Dickson, pilota della Granda Guerra. De cette période, on peut lire en France Denis le paladin paru dans "Spécial Héros de l'Aventures" N°4 avec Renata de Barba au scénario. 
À partir de 1968, il travaille pour le Messagero dei Raggazzi. Il y restera jusqu'en 1975.
En 1970, il dessine Bruno Stark » avec Mario Basari au scénario. 
Il se tourne enfin vers Il Giornalino où il créera Giorgio Reli, la série humoristique Nico & Pepo, Nessuno avec Paola Ferrarini, mais surtout Larry Yuma en collaboration avec le scénariste Claudio Nizzi. Une série que l'on retrouve en petit format chez Mon journal.
C'est en 1979 qu'il adapte L'île au trésor et Oliver Twist avec le même Nizzi. 
Dessinateur d'une grande fidélité, Boscarato travaillera pour Il Giornalino jusqu'à sa mort le 12 juin 1987.